# 大洋多摩川グランド
大洋多摩川グランド（たいようたまがわグランド）、後の川崎市等々力第2球場（かわさきしとどろきだい2きゅうじょう）は、かつて神奈川県川崎市中原区にあった野球場である。

## 歴史
大洋ホエールズ（現在の横浜DeNAベイスターズ）は、1955年に川崎市川崎区の富士見公園に建設された市営の川崎球場に本拠地を移転したが、その際に二軍も本拠地を川崎市に一本化するため山口県下関市・福岡県門司市（現在の北九州市）から移転し、1957年に川崎球場にほど近い中原区の多摩川の河川敷に建設された。
すでに当時多摩川では巨人軍多摩川グラウンド（東京都大田区）と東映フライヤーズ多摩川球場（川崎市中原区）が存在していたが、これらは河川敷のそばだった。大洋多摩川グランドは多摩川の土手の内側にあったため、設備面では恵まれていたという。
球場はイースタン・リーグの試合にも使用可能なグラウンドが3面（内野：土、外野：天然芝）あり、さらに屋内練習用の体育館、投球練習ブルペン、選手寮などが完備されていた。また試合や練習がなかった時には市民にも広く開放されていたという。
1980年、施設の老朽化にともない土地を川崎市に返還し、大洋の二軍は横浜市保土ケ谷区に建設された大洋保土ヶ谷球場（横浜F・マリノス戸塚トレーニングセンターを経て、現在は横浜FC戸塚トレーニングセンター）に本拠地を移したが、これとの入れ替わりで二軍の主たる試合会場・練習場が固定されていなかったロッテオリオンズ（1978年から川崎球場が一軍の試合会場となる）が2年間使用したが、1982年に下水道処理場「等々力環境センター」が川崎市により整備されるのにともない球場が閉鎖された。この後ロッテ球団は1989年に埼玉県浦和市（現在のさいたま市南区）に自前のロッテ浦和球場が完成するまでは、東京都青梅市にあるティアック青梅球場（現在は市営青梅スタジアム）を間借りする生活を強いられた。